# Glaciarcula friellei
Glaciarcula friellei är en armfotingsart som först beskrevs av Davidson 1878.  Glaciarcula friellei ingår i släktet Glaciarcula och familjen Laqueidae. Inga underarter finns listade i Catalogue of Life.